# Overcooked
Overcooked je simulační videohra vyvinutá společností Ghost Town Games a vydaná společností Team17.
V místním multiplayeru spolupracují hráči a ovládají řadu kuchařů v kuchyních naplněných různými překážkami a riziky, aby rychle připravili jídlo podle konkrétních objednávek v časovém limitu. Hra byla vydána pro systémy Microsoft Windows, PlayStation 4 a Xbox One v roce 2016. Verze Nintendo Switch byla vydána 27. července 2017.
Overcooked obdržel pozitivní recenze po vydání a byl nominován na čtyři ceny na 13. britské akademické herní ceny, nakonec získal dvě za nejlepší britskou hru a nejlepší rodinnou hru. Pokračování, Overcooked 2, bylo vydáno v srpnu 2018.

## Hratelnost
Hráči v Overcooked musí převzít roli kuchařů v kuchyni, připravovat jídlo přípravou ingrediencí, vařit, servírovat a uklízet vše, za účelem dokončit v časovém limitu co nejvíce jídel, jak je jen možné. Kuchaři spolupracují na dokončení jídla včas. Nejčastěji je ve frontě prezentováno více objednávek různých typů nebo druhů jídel, což vyžaduje, aby kuchaři spolupracovali na účinném dokončení objednávek. Dokončení každé objednávky správně vydělá mince s bonusy za rychlost. Cílem je shromáždit co nejvíce mincí ve stanovené lhůtě. Hráči jsou řazeni do tříhvězdičkového systému založeného na tom, kolik mincí dostali.
Aspekt vaření je ztížen rozvržením kuchyně, která se mění s každou vyšší úrovní. Stanice pro přísady, prostory pro přípravu, sporáky a trouby, servírovací okna a nádobí jsou obecně oddělené napříč kuchyní, což vyžaduje čas, aby se mezi nimi hráči pohybovali. Mohou se vyskytnout i další překážky nebo problémy, jako je například kuchyň oddělená přechodem pro chodce s chodci, kteří se mohou potenciálně dostat do cesty šéfkuchaře. Další kuchyň je například umístěna na zadní straně dvou nákladních vozidel, které jedou různými rychlostmi po silnici, takže není vždy možné přepínat z jedné poloviny kuchyně do druhé. Další kuchyně je položena na ledovce, což vyžaduje, aby hráči dělali opatrnější pohyby, aby nespadli. Ve hře je asi 28 různých kuchyní spolu s konečnou úrovní šéfa.
Overcooked byl navržen jako místní kooperativní zážitek až pro čtyři hráče. K dispozici je také konkurenční možnost pro více hráčů, která vyžaduje, aby kuchaři získali v omezeném čase co nejvíce bodů. Hra má také režim pro jednoho hráče, kde hráč může ovládat dva kuchaře a kdykoli se mezi nimi přepínat nebo se může výběrem konkrétního ovládacího schématu pokusit ovládat oba najednou. Neexistují žádné současné plány pro online multiplayer hry.

## Vývoj
Overcooked byla první videohra vyvinutá společností Ghost Town Games, založenou v Cambridge Philem Duncanem a Oli De-Vineem, kteří dříve přibližně osm let působili v Frontier Developments, než odešli založit vlastní společnost. Od začátku oba věděli, že chtějí vytvořit kooperativní hru a poznamenali, že většina her pouze přidala kooperativní prvky do hry jednoho hráče. Chtěli proto vyvinout hru, v níž by byla ohniskem družstevní povaha.
Nastavení kuchyně bylo založeno na minulých zkušenostech Duncana v restauracích. Podle Duncana: „Kuchyně jsem vždycky považoval za dokonalou analogii kooperativní hry: povolání, kde je životně důležitá týmová práce, řízení času a prostorové uvědomění.“  Původní návrhy úrovní byly vytvořeny, aby se zdůraznila potřeba spolupracovat. Úroveň kuchyně by zahrnovala více úkolů než kuchaři zvládnou, aby hráči nemohli zůstat na jediné stanici po celé kolo. Dalším přírůstkem bylo narušení rozvržení kuchyně, díky které zjistili, že hráči musí být v těsné komunikaci, aby zůstali efektivní. Návrhy finální úrovně byly optimalizovány tak, aby nalezly vhodnou rovnováhu mezi výzvou a zábavou na základě výsledků playtestingu.
Po vydání byly vytvořeny plány na vytvoření maloobchodního balíčku hry a Duncan a De-vine strávili většinu času v roce 2016 vývojem obsahu ke stažení, který by byl zahrnut do maloobchodní verze. Verze Nintendo Switch zahrnuje současná rozšíření a podporu funkce přepínače HD.

## Přijetí
| Agregátor  | Skóre                                          |
| ---------- | ---------------------------------------------- |
| Metacritic | PC: 81/100 PS4: 78/100 XONE: 80/100 NS: 77/100 |

| Udělil        | Skóre         |
| ------------- | ------------- |
| EGM           | 8,5/10        |
| PC Gamer (US) | 86/100        |
| USgamer       | 4/5 hvězdiček |

Overcooked obdržel obecně pozitivní recenze, včetně ocenění za dynamiku během kooperativní hry. „Overcooked je úžasný kvůli svému závazku k pobuřující, veselé a náročné spolupráci“.[zdroj?] Recenze vydání Switch si stěžovaly na snímkovou frekvenci, která často klesala pod 30 snímků za sekundu.

### Ocenění
| Rok  | Cena                               | Kategorie                     | Výsledek  |
| ---- | ---------------------------------- | ----------------------------- | --------- |
| 2016 | Ocenění TIGA Games Industry Awards | Nejlepší kreativní hraní      | nominace  |
| 2016 | Ocenění TIGA Games Industry Awards | Debutová hra                  | vítězství |
| 2016 | Ocenění TIGA Games Industry Awards | Nejlepší hra od malého studia | nominace  |
| 2016 | The Game Awards 2016               | Nejlepší multiplayerová hra   | nominace  |
| 2016 | Ceny hry Obří bomba 2016 za rok    | Nejlepší multiplayer          | nominace  |
| 2016 | Nezávislý herní festival           | Seumas McNally Grand Prize    | nominace  |
| 2016 | Nezávislý herní festival           | Dokonalost v designu          | nominace  |
| 2016 | Ocenění 13. britské akademické hry | Debutová hra                  | nominace  |
| 2016 | Ocenění 13. britské akademické hry | Britská hra                   | vítězství |
| 2016 | Ocenění 13. britské akademické hry | Rodina                        | vítězství |
| 2016 | Ocenění 13. britské akademické hry | Multiplayer                   | nominace  |